# 貝ノ瀬滋

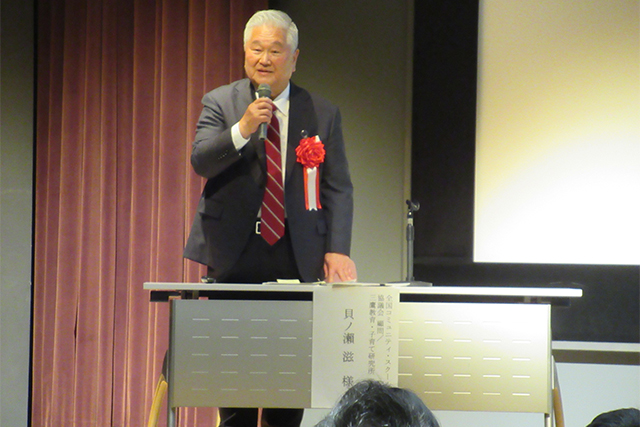
2025年2月

貝ノ瀨 滋（かいのせ しげる、1948年 - ）は、日本の教育者である。三鷹市教育委員会教育委員長、教育再生実行会議委員を歴任し、現在、東京都教育会会長、連合教育会副会長を務める。専門は学校経営、コミュニティ・スクール論。

## 来歴・人物
北海道三笠市出身、東京育ち。中央大学経済学部卒、電気通信大学大学院博士後期課程中退。東京都公立小学校教諭、東久留米市教育委員会指導主事等を経て、1998年から三鷹市立第四小学校校長。その後、三鷹市教育長、同教育委員長(現在退任)。
中央教育審議会委員や国の教育再生実行会議委員になる。また、全国コミュニティ・スクール連絡協議会会長なども(現在、顧問)。文部科学省参与を経て、視学委員を務める。

## 専門分野
特に、コミュニティ・スクールの実践、学校支援ボランティア、キャリア教育小中一貫教育。 

## 著書
- 『校長の実践経営術25の鉄則』(学事出版、2013)
- 『校長の実践対話術25の鉄則』(学事出版、2013)
- 『小・中一貫コミュニティ・スクールのつくりかた 』(ポプラ社、2010年)
- 『図説・コミュニティ・スクール入門』(一藝社、2017年)